# LIVE!YES,E
『LIVE!YES,E』(ライヴ!イエス・イー)は矢沢永吉8作目のライブ・アルバム。1998年4月22日発売。

## 解説
5年半ぶりのライブ・アルバムは、1997年12月14日・日本武道館公演の音源を収録。1994年～1997年に発売された4枚のアルバムから主に選曲されている。

## 収録曲
1. 蒼いハイウェイ
2. 抱いちまったら
3. MARIA
4. KISS YOU
5. ウィスキー・コーク
6. TOKYO ZOO
7. アリよさらば
8. 東京ナイト
9. China Girl
10. いつの日か
11. しなやかな獣たち
12. Still
13. Monkey Game
14. SOMEBODY'S NIGHT
15. 時計仕掛けの日々
16. PURE GOLD
17. トラベリン・バス